# Прогулка (картина Ренуара, 1870)
«Прогулка» (фр. La Promenade) — картина, написанная в 1870 году французским художником Пьером Огюстом Ренуаром (Pierre-Auguste Renoir, 1841—1919). Принадлежит Музею Гетти в Лос-Анджелесе. Размер картины — 81 × 65 см (по другим данным — 80×64 см).

## Описание
Картина выполнена в типичном стиле французского импрессионизма. На фоне зелёных деревьев изображены мужчина и женщина во время летней прогулки. Мужчина подал руку женщине, как будто помогая ей преодолеть какое-то препятствие. Полагают, что для мужской фигуры Ренуару позировал художник Альфред Сислей, а моделью для женской фигуры послужила женщина, известная под именем Рафа (Rapha) — возлюбленная музыканта и мецената Эдмона Мэтра. Образ влюблённых, прогуливающихся по лесу, основан на популярной теме рококо.

## История
До 1898 года картина «Прогулка» находилась в коллекции Гюстава Гупи (Gustave Goupy). После этого она была куплена известным маршаном Полем Дюран-Рюэлем за 1050 франков и находилась у него до 1908 года. С 1908 года картина была в собрании немецкого коллекционера Бернхарда Кёлера. После его смерти в 1927 году картина перешла по наследству к его сыну Бернхарду Кёлеру-младшему.
Картина «Прогулка» была приобретена музеем Гетти в апреле 1989 года на аукционе пенсионного фонда компании British Rail (British Rail Pension Fund) за 17,7 миллионов долларов (при изначальной оценке в 7,5 миллионов долларов). На тот момент она была самой дорогой картиной Ренуара, проданной на аукционе — её цена примерно в два раза превысила предыдущий рекорд в 8,8 миллионов долларов.
У Ренуара также есть другая картина «Прогулка» (La Promenade), написанная в 1875—1876 годах и хранящаяся в коллекции Фрика в Нью-Йорке.

## Отзывы и критика
В комментариях к выставке «Истоки импрессионизма» (1994—1995) Анри Луаретт пишет, что «Прогулка» «наконец-то преуспевает в том, чего Ренуар так долго и так тщетно добивался: интеграции фигур в пейзаж». Луаретт также отметил влияние Моне на Ренуара. Перрен Стайн пишет, что влияние импрессионистов на Ренуара, привело к тому, что он все чаще использовал палитру высоких тонов. По словам искусствоведа Джона Хауса, «легкость и деликатность прикосновения Ренуара здесь напоминает художника рококо Жана-Оноре Фрагонара (1732—1806)».